# 李拯 (唐朝)

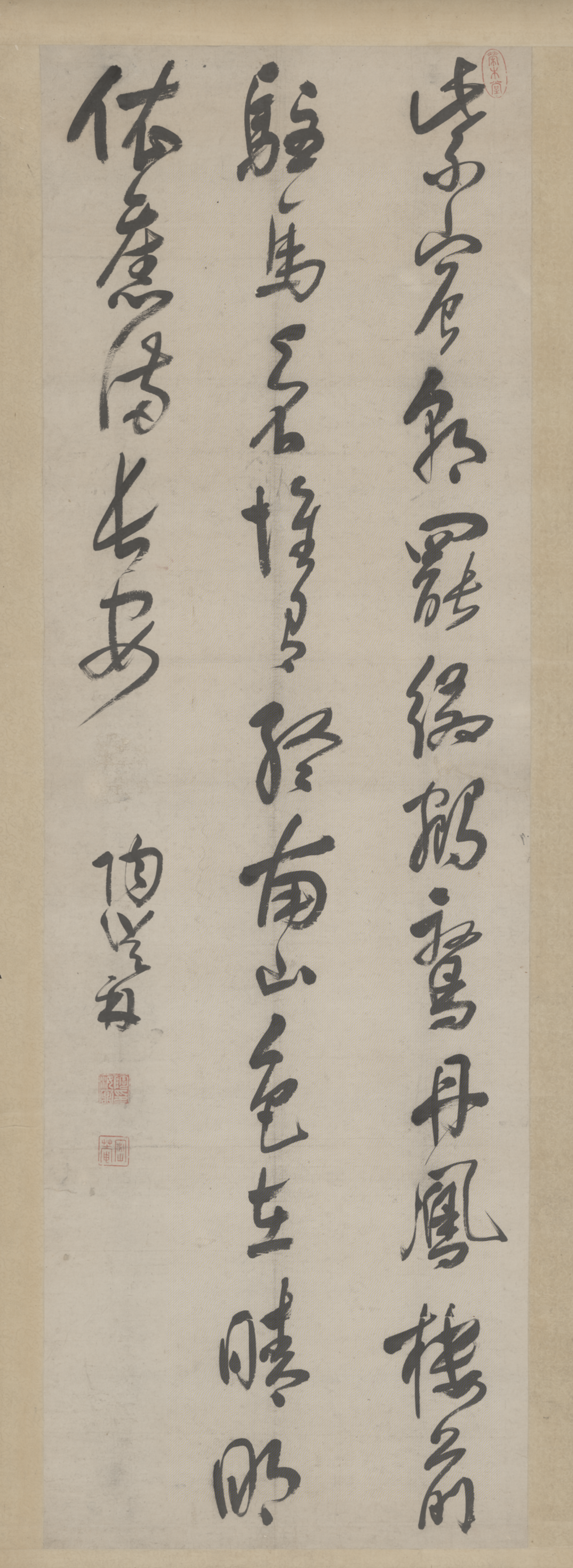
明代陶汝鼐草书李拯《退朝望终南山》（北京故宫博物院藏）

李拯（？—866年），字昌時，隴西人，唐朝詩人。

## 生平
咸通十二年（871年）中進士。多次在節度使幕府任僚佐。黄巢之乱，他到平陽（今山西省臨汾市）避難。唐僖宗召他入朝，拜为尚書郎，转任考功郎中、知制誥。光启二年（886年），朱玫叛乱时，僖宗出宝鸡，叛軍抓住了李拯，嗣襄王李煴任命他为翰林学士。李拯认为節義有亏，不满朱玫横暴，後悔投靠朱玫。朱玫滅時，李拯在乱軍中被殺。
作品有《退朝望終南山》（七言絶句）。

## 妻子
卢氏，姿容甚美，能写文章。李拯死时，卢氏伏尸而哭。王行瑜率兵逼迫，卢氏不从，以刀刃相胁，断一臂而死。

## 延伸阅读
[在维基数据编辑]
 《舊唐書·卷190下》，出自刘昫《舊唐書》